# Muhabbetiella ornatus
Muhabbetiella ornatus är en tvåvingeart som först beskrevs av Allen L.Norrbom 1994.  Muhabbetiella ornatus ingår i släktet Muhabbetiella och familjen borrflugor. Inga underarter finns listade i Catalogue of Life.